# 烏克蘭總統旗
烏克蘭總統旗幟（烏克蘭語：Прапор Президента України）是烏克蘭總統的官方旗幟。

## 來由
烏克蘭總統旗於1999年11月29日由烏克蘭總統令確認為烏克蘭總統四種官方標誌之一（其餘三種分別是烏克蘭總統徽章、烏克蘭總統印章和烏克蘭總統權杖），烏克蘭總統旗則需在就職典禮上使用。由烏克蘭憲法法院院長將其設計提交給總統。在總統發表就職演說時，總統在最高拉達會議廳的一個特殊座位上就座，旁邊則是烏克蘭總統旗。

## 設計
烏克蘭總統的旗幟為藍色方形旗幟，中央紋有沃拉基米爾一世金色徽章（烏克蘭國徽）。四周紋有金色植物圖案。烏克蘭總統的旗桿（標準）是木製的，旗桿頂端呈縞瑪瑙球狀，飾以黃色金屬浮雕覆飾。